# Линев, Евгений Владимирович
Евгений Владимирович Линев (род. 27 октября 1980, Минск, СССР) — белорусский футболист, защитник.

## Биография
Начинал играть на родине, выступал за минские «Торпедо-МАЗ» и «Локомотив». В 2003—2005 годах он защищал цвета запорожского «Металлурга». В 2006 году перешёл в ФК «Гомель». В январе 2007 года перешёл в клуб «Таврия», в феврале 2009 года подписал контракт по схеме 2+1 с клубом «Гомель».

## Достижения
- Финалист Кубка Белоруссии (1): 2003